# Mayridia tatrica
Mayridia tatrica är en stekelart som först beskrevs av Hoffer 1957.  Mayridia tatrica ingår i släktet Mayridia och familjen sköldlussteklar. Inga underarter finns listade i Catalogue of Life.